# Mataquescuintla
Mataquescuintla är en kommunhuvudort i Guatemala.   Den ligger i departementet Departamento de Jalapa, i den centrala delen av landet, 40 km öster om huvudstaden Guatemala City. Mataquescuintla ligger 1 641 meter över havet och antalet invånare är 7 539.
Terrängen runt Mataquescuintla är lite bergig. Runt Mataquescuintla är det ganska tätbefolkat, med 90 invånare per kvadratkilometer. Närmaste större samhälle är Nueva Santa Rosa, 19,2 km sydväst om Mataquescuintla. Omgivningarna runt Mataquescuintla är en mosaik av jordbruksmark och naturlig växtlighet.